# Eastman (Wisconsin)
Pour les articles homonymes, voir Eastman (homonymie).
Eastman est un village du comté de Crawford, dans l'État du Wisconsin, aux États-Unis. En 2020, il comptait une population de 350 habitants.